# Niekochana
Niekochana (en polonès No estimada) es una pel·lícula polonesa del 1965 dirigida per Janusz Nasfeter amb un guió adaptat de la novel·la homònima d'Adolf Rudnicki. Se la considera un dels èxits més importants de Nasfeter en la direcció, i fins i tot fou exhibida com a part de la selecció oficial al Festival Internacional de Cinema de Sant Sebastià 1966.

## Sinopsi
Narra la relació tumultuosa entre una jove jueva polonesa anomenada Noemi i un estudiant polonès anomenat Kamil poc després de l'esclat de la Segona Guerra Mundial.

## Repartiment
- Elżbieta Czyżewska – Noemi
- Janusz Guttner – Kamil
- Włodzimierz Boruński – Enginyer Śliwa
- Aleksandra Leszczyńska – llogatera
- Adolf Chronicki – Alcalde
- Zdzisław Leśniak – Atos
- Edmund Karasiński – Goldfaden
- Stanisław Jaworski – Comissari
- Janina Karasińska – Esposa del comissari